# NorNed
NorNed är en högspänd likströmledning under Nordsjön mellan Feda i Norge och Eemshaven i Nederländerna. Den var världens längsta sjökabel när den invigdes.
Förbindelsen är tvåpolig och består av två 580 kilometer långa kablar. Den är uppdelad i en djupvattensdel på 158 km, som levererats av Nexans och en lågvattendel som levererats av ABB. Kablarna, som har en total överföringskapacitet på 700 MW, ägs av Statnett och Tennet.
Den sydgående kabeln började monteras år 2006 och den nordgående år 2008.